# Pentatló modern als Jocs Olímpics d'estiu de 1952
Als Jocs Olímpics d'Estiu de 1952 celebrats a la ciutat de Hèlsinki (Finlàndia) es disputaren dues prova de pentatló modern en categoria masculina, sent incoroporat al programa oficial dels Jocs una competició per equips. Les proves es disputaren entre els dies 21 i 25 de juliol de 1952. Aquest esport combina proves de tir (competició de tir de 10 metres de distància), esgrima (competició d'espasa), natació (200 metres lliures), hípica (concurs de salts d'obstacles) i cros.

## Resum de medalles
| Prova                      | Or                                                    | Argent                                              | Bronze                                               |
| Pentatló modern Individual | Lars Hall                                             | Gábor Benedek                                       | István Szondy                                        |
| Pentatló modern Per equips | HongriaGábor Benedek · Aladár Kovácsi · István Szondy | SuèciaLars Hall · Thorsten Lindqvist · Claes Egnell | FinlàndiaOlavi Mannonen · Lauri Vilkko · Olavi Rokka |

## Medaller
| Posició | País      | Or | Argent | Bronze | Total |
| 1       | Hongria   | 1  | 1      | 1      | 3     |
| 2       | Suècia    | 1  | 1      | 0      | 2     |
| 3       | Finlàndia | 0  | 0      | 1      | 1     |